# Thaumatoconcha caraionae
Thaumatoconcha caraionae is een mosselkreeftjessoort uit de familie van de Thaumatocyprididae. De wetenschappelijke naam van de soort is voor het eerst geldig gepubliceerd in 1976 door Kornicker & Sohn.